# Hậu Lộc (huyện)
Hậu Lộc là một huyện ven biển thuộc tỉnh Thanh Hóa, Việt Nam.

## Địa lý

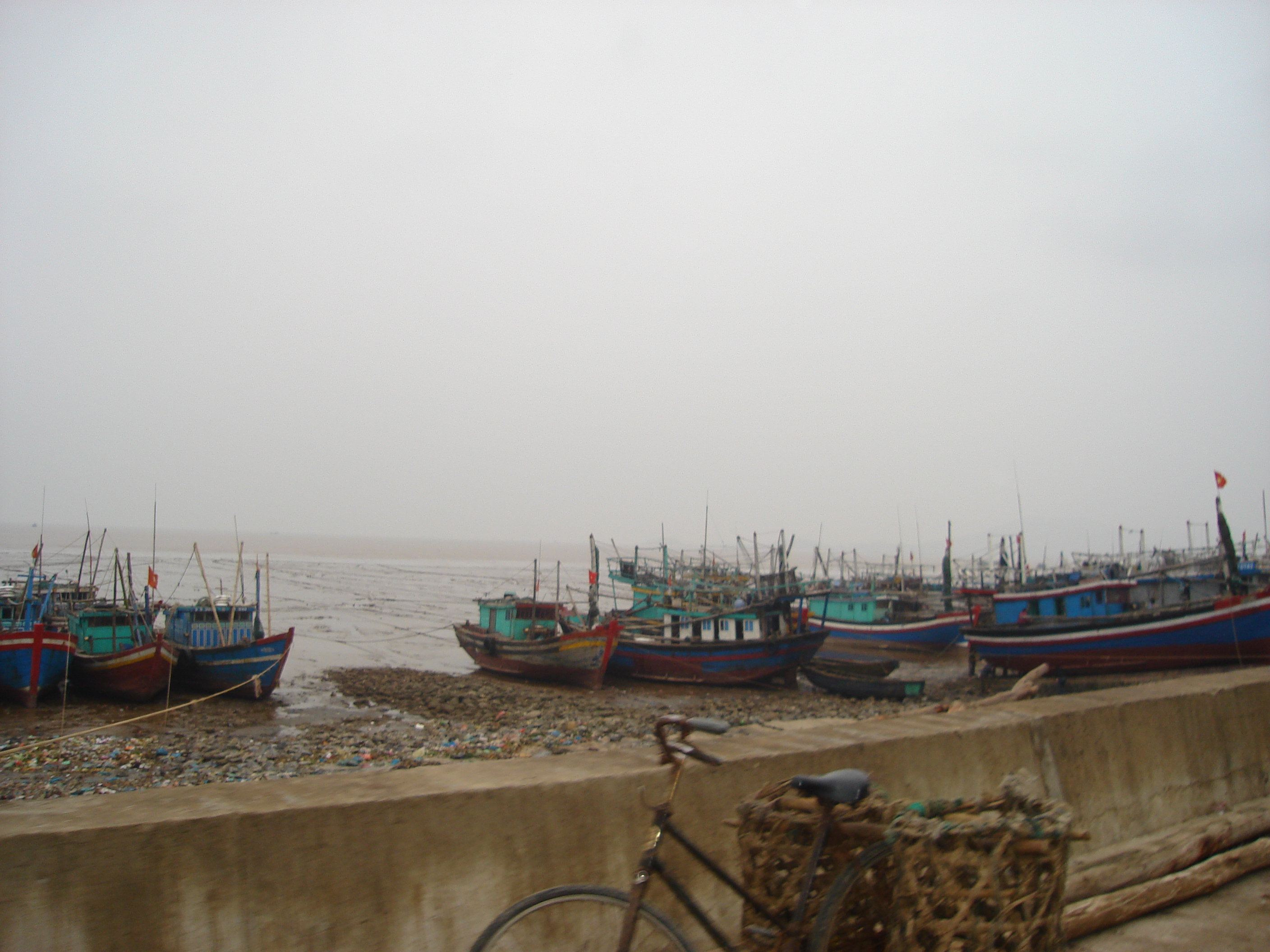
Bờ biển Diêm Phố ở xã Ngư Lộc

Huyện Hậu Lộc nằm ở phía Đông Bắc tỉnh Thanh Hóa, cách trung tâm thành phố Thanh Hóa khoảng 25 km về phía Đông Bắc, có vị trí địa lý:
- Phía Bắc giáp huyện Nga Sơn và huyện Hà Trung
- Phía Nam và phía Tây giáp huyện Hoằng Hóa
- Phía Đông giáp với Biển Đông.

Huyện Hậu Lộc có diện tích tự nhiên 143,67 km², dân số năm 2022 là 199.978 người, mật độ dân số đạt 1.392 người/km².
Hậu Lộc có đầy đủ 3 dạng địa hình, từ đồng bằng thuộc các xã Xuân Lộc, Hoa Lộc, Phú Lộc... đến vùng đồi núi thuộc các xã Triệu Lộc, Tiến Lộc, Thành Lộc, Đại Lộc, Đồng Lộc... và ven biển là các xã Hòa Lộc, Ngư Lộc, Hải Lộc, Minh Lộc, Hưng Lộc, Đa Lộc.
Huyện có hệ thống sông đào khá dày đặc. Hằng năm cung cấp nước tưới cho nông nghiệp và thoát lũ vào mùa mưa. Do vậy, tình trạng hạn hán và ngập lụt ít khi xảy ra. Tuy nhiên, cơn bão số 7 năm 2005 và số 5 năm 2007 đã tàn phá nặng nề kinh tế và có nguy cơ vỡ đê ở một số xã của huyện. Hậu Lộc có khí hậu đặc trưng của vùng bắc Trung Bộ Việt Nam. Trời thường khá lạnh vào mùa đông; mùa hè nhiệt độ có thể lên tới 37 - 38 °C.

## Lịch sử

### Lịch sử hành chính
Thời kỳ các Vua Hùng dựng nước đất Hậu Lộc là vùng đất của người bộ lạc Dư Phát, trực thuộc bộ tộc Cửu Chân.
Thời kỳ An Dương Vương, Triệu Đà: phân cấp hành chính vẫn phụ thuộc và địa bàn cư trú của bộ lạc với sự quản lý cục bộ địa phương của các lạc tướng Lạc hầu. Đất Hậu Lộc vẫn thuộc bộ lạc Dư Phát, vùng đất này kéo dài từ bắc Lạch Trường cho tới phía tây Hà Trung và cả vùng đất cổ của Nga Sơn. Dư Phát thuộc vùng Cửu Chân.
Thời kì Bắc thuộc: Cho tới năm 106 TCN, thuộc quyền quản lý của Nhà Hán. Hán Vũ Đế bắt đầu phân chia thành các huyện dưới quận. Hậu Lộc vẫn mang tên cũ thành huyện Dư Phát, quận Cửu Chân.
Năm 46 TCN (Bắc thuộc, đời vua Hán Nguyên Đế năm thứ 3), bỏ huyện Dư Phát, kiêm nhiệm trực tiếp vào quận Cửu Chân.
Đời thuộc Tấn, thuộc Tống, thuộc Nam Tề, thuộc Lương: Như cũ.
Năm 607 (thuộc đời Tùy Dạng Đế, năm Đại Nghiệp thứ 3) thuộc huyện Nhật Nam.
Năm 622 (thuộc đời Đường Cao Tổ, năm Vũ Đức thứ 5): thuộc huyện Nhật Nam.
Thời kì nhà Ngô, Đinh, Tiền Lê: thuộc huyện Nhật Nam.
Nhà Lý, trực thuộc trại/ phủ/ lộ trị Thanh Hóa.
Nhà Trần là huyện Thống Bình thuộc châu Ái.
Năm 1407 (thời kỳ thuộc Minh), Minh Thành Tổ đổi tên đất Thống Bình thành huyện Thống Ninh.
Năm 1415 (thuộc Minh), sáp nhập với huyện Hà Trung.
Năm 1428, Lê Thái Tổ lên ngôi, chia huyện lại như cũ, đặt là Thuần Hựu.
Năm 1673, do kỵ húy vua Lê Chân Tông (Lê Duy Hựu) lại đổi tên thành huyện Thuần Lộc.
Năm 1802, vua Gia Long đổi tên thành huyện Phong Lộc.
Năm 1821, vua Minh Mạng đổi tên huyện thành Hậu Lộc, và tên gọi này tồn tại cho đến ngày nay.
Năm 1837, vua Minh Mạng thành lập huyện Mỹ Hoá trên cơ sở 4 tổng cắt ra từ Hậu Lộc và Hoằng Hoá: Đại Lý (nay gồm các xã: Đại Lộc, Đồng Lộc, Triệu Lộc), Dương Thủy (nay gồm các xã: Hoằng Xuyên, Hoằng Cát, Hoằng Quỳ, Hoằng Phú, Hoằng Quý và một phần phường Tào Xuyên), Lỗ Hương (nay gồm các xã: Hoằng Hợp, Hoằng Khánh, Hoằng Xuân, Hoằng Phượng, Hoằng Giang), Dương Sơn (nay gồm các xã: Hoằng Sơn, Hoằng Trinh, Hoằng Trung, Hoằng Kim).
Năm 1850, kiêm lý toàn bộ huyện Mỹ Hoá vào huyện Hoằng Hoá.
Năm 1877, vua Tự Đức lại cắt phần đất tổng Đại Lý (nay là các xã: Đại Lộc, Đồng Lộc, Triệu Lộc, Châu Lộc) về cho Hậu Lộc. Ranh giới tự nhiên Hậu Lộc ổn định cho tới ngày nay.
Sau năm 1945, bỏ cấp phủ, châu, quận, gọi chung là huyện. Huyện Hậu Lộc khi đó gồm có 10 xã: Đại Lý, Đông Thành, Liên Cừ, Liên Thịnh, Long Thịnh, Phú Thịnh, Thuần Lộc, Trường Xuân, Uy Thống, Vạn Lộc.
Năm 1954, chia 10 xã cũ thành 26 xã mới với tiền tố hoặc hậu tố là "Lộc": Cầu Lộc, Châu Lộc, Đa Lộc, Đại Lộc, Đồng Lộc, Hải Lộc, Hoa Lộc, Hòa Lộc, Hưng Lộc, Liên Lộc, Lộc Sơn, Lộc Tân, Minh Lộc, Mỹ Lộc, Ngư Lộc, Phong Lộc, Phú Lộc, Quang Lộc, Thành Lộc, Thịnh Lộc, Thuần Lộc, Tiến Lộc, Triệu Lộc, Tuy Lộc, Văn Lộc, Xuân Lộc và thị trấn Hậu Lộc.
Ngày 16 tháng 10 năm 2019, Ủy ban Thường vụ Quốc hội ban hành Nghị quyết số 786/NQ-UBTVQH14 về việc sắp xếp các đơn vị hành chính cấp xã thuộc tỉnh Thanh Hóa (nghị quyết có hiệu lực từ ngày 1 tháng 12 năm 2019). Theo đó:
- Sáp nhập xã Châu Lộc vào xã Triệu Lộc
- Sáp nhập xã Văn Lộc vào xã Thuần Lộc
- Sáp nhập các xã Thịnh Lộc và Lộc Tân vào thị trấn Hậu Lộc.

Ngày 24 tháng 10 năm 2024, Ủy ban Thường vụ Quốc hội thông qua Nghị quyết số 1238/NQ-UBTVQH15 (có hiệu lực từ ngày 1 tháng 1 năm 2025), trong đó có việc sáp nhập xã Phong Lộc vào xã Tuy Lộc.
Sau sắp xếp, huyện Hậu Lộc có 1 thị trấn và 21 xã như hiện nay.

### Truyền thống lịch sử
Người Hậu Lộc là chủ nhân của văn hóa Cồn Chân Tiên thời kỳ đồ đá đồng (khoảng 5.000 tới 3.500 năm TCN), đây là nơi cư trú lâu đời của người Việt cổ. Thời Nhà Lý, Hậu Lộc được chọn làm trung tâm hành chính của quận Cửu Chân (tên cũ của tỉnh Thanh Hóa).
Trên địa bàn huyện có nhiều di tích lịch sử văn hóa gắn liền với quá trình dựng nước và giữ nước của dân tộc như di chỉ khảo cổ học văn hóa Hoa Lộc, khu di tích lịch sử văn hóa đền Bà Triệu, Chùa Sùng Nghiêm Diên Thánh (di tích quốc gia), Chùa Cam Lộ, Chùa Vích, Cụm Di tích Nghè Diêm Phố, Chùa Ngọc Đới - xã Tuy Lộc, Nghè Vích - Hải Lộc, Đền thờ Lê Doãn Giai. Có thể kể đến các địa danh nổi tiếng như cửa biển Lạch Trường, cụm thắng cảnh đền Hàn Sơn (bao gồm Đền Mẫu, đền Cô Tám, đền Cô Đôi) thuộc làng Phong Mục xã Châu Lộc hay Hòn Nẹ, địa danh đã đi vào bài thơ nổi tiếng "Mẹ Tơm" của Tố Hữu.
Hậu Lộc cũng là vùng đất sản sinh ra nhiều anh hùng dân tộc, văn sĩ và các nhà hoạt động chính trị xã hội như: Lê Doãn Giai (Đông các đại học sĩ), Phạm Bành, Hoàng Bật Đạt, Lê Hữu Lập; Đinh Chương Dương; Nguyễn Chí Hiền...
Đây là quê hương của ông Phạm Minh Chính, Ủy viên Bộ Chính trị, Thủ tướng Chính phủ nước Cộng hòa xã hội chủ nghĩa Việt Nam.

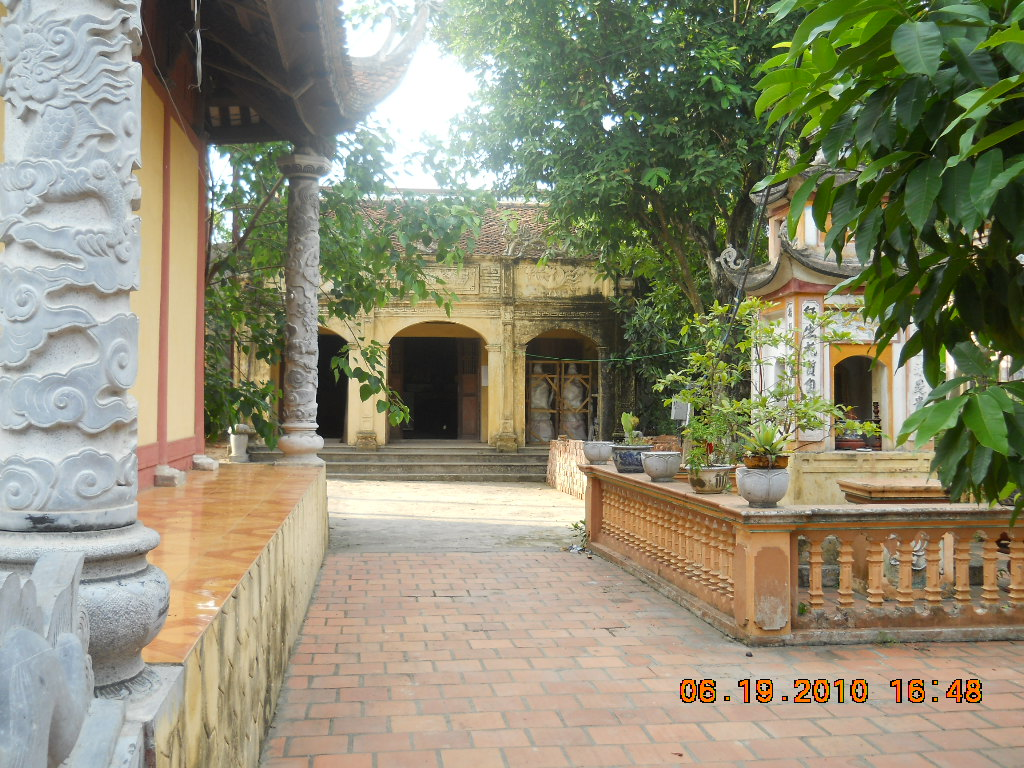
Chùa Sùng Nghiêm Diên Thánh ở xã Thuần Lộc.

## Hành chính
Huyện Hậu Lộc có 22 đơn vị hành chính cấp xã trực thuộc, bao gồm thị trấn Hậu Lộc (huyện lỵ) và 21 xã: Cầu Lộc, Đa Lộc, Đại Lộc, Đồng Lộc, Hải Lộc, Hoa Lộc, Hòa Lộc, Hưng Lộc, Liên Lộc, Lộc Sơn, Minh Lộc, Mỹ Lộc, Ngư Lộc, Phú Lộc, Quang Lộc, Thành Lộc, Thuần Lộc, Tiến Lộc, Triệu Lộc, Tuy Lộc, Xuân Lộc.
| Tên           | Diện tích (km²) | Dân số (người) |
| ------------- | --------------- | -------------- |
| Thị trấn (01) |                 |                |
| Hậu Lộc       | 9,90            | 13.850         |
| Xã (21)       |                 |                |
| Cầu Lộc       | 6,58            | 8.492          |
| Đa Lộc        | 14,01           | 9.584          |
| Đại Lộc       | 5,72            | 5.680          |
| Đồng Lộc      | 3,53            | 4.809          |
| Hải Lộc       | 3,36            | 10.011         |
| Hoa Lộc       | 3,79            | 5.691          |
| Hòa Lộc       | 7,18            | 13.006         |
| Hưng Lộc      | 5,40            | 14.630         |
| Liên Lộc      | 4,95            | 4.790          |

| Tên       | Diện tích (km²) | Dân số (người) |
| --------- | --------------- | -------------- |
| Lộc Sơn   | 4,68            | 5.544          |
| Minh Lộc  | 4,69            | 15.718         |
| Mỹ Lộc    | 3,81            | 5.263          |
| Ngư Lộc   | 0,94            | 19.438         |
| Phú Lộc   | 6,35            | 7.210          |
| Quang Lộc | 5,40            | 5.113          |
| Thành Lộc | 5,89            | 7.698          |
| Thuần Lộc | 6,53            | 8.429          |
| Tiến Lộc  | 7,64            | 10.283         |
| Triệu Lộc | 15,91           | 9.988          |
| Tuy Lộc   | 10,37           | 9.255          |
| Xuân Lộc  | 7,02            | 5.496          |

## Điều kiện kinh tế-xã hội

### Kinh tế
Theo số liệu điều tra 01/04/2009, toàn huyện có tất cả 163.971 người
Giá trị tổng sản phẩm GDP năm 2005 đạt 755 tỷ đồng. Tốc độ tăng trưởng bình quân 5 năm(2000-2005) đạt 9,6%.
Cơ cấu kinh tế năm 2005. Nông–Lâm-Ngư nghiệp: 55,0%; Công nghiệp–Tiểu thủ công nghiệp–Xây dựng (CN-TTCS-XD): 14,2%; Thương mại – Dịch vụ: 30,8%

### Giáo dục và Đào tạo
Huyện Hậu Lộc có tất cả bốn trường Trung học phổ thông và một Trung tâm giáo dục thường xuyên, mỗi xã đều có ít nhất một trường Trung học cơ sở và một trường Tiểu học cơ sở. Các trường đang không ngừng nâng cao chất lượng đào tạo.
Các trường Trung học phổ thông là Trung học phổ thông Hậu Lộc 1, Trung học phổ thông Hậu Lộc 2, THPT Hậu Lộc 3, Trường THPT Hậu Lộc 4.

## Đặc sản của huyện
Đặc sản truyền thống: Mắm tôm, moi hấp ăn với khế chua Ngư Lộc, con dắt Hòa Lộc, con phi Hải lộc & phi sông trà khúc. Rượu Chi Nê (xã Cầu Lộc)

## Hình ảnh

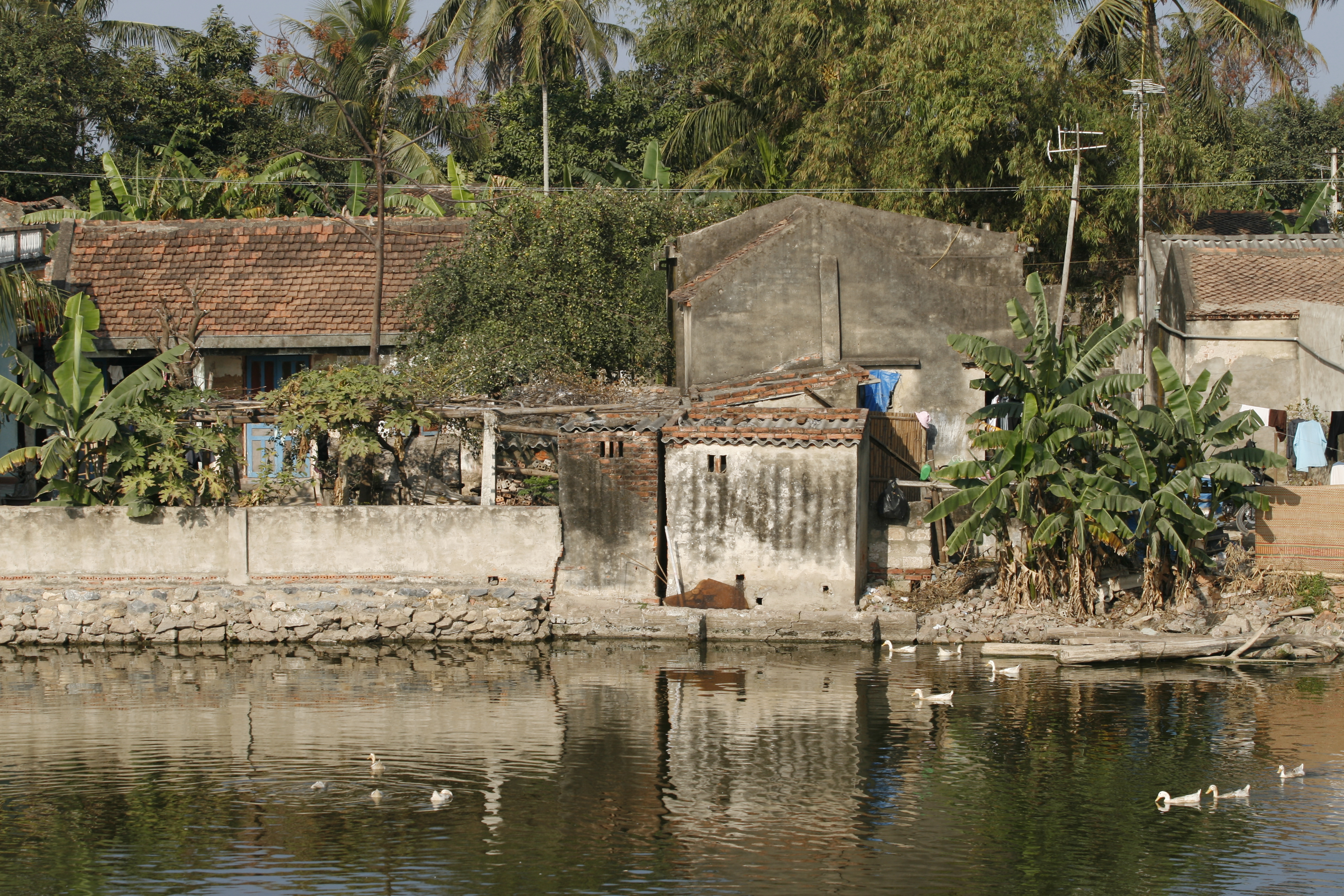
Làng quê Hậu Lộc, Thanh Hóa
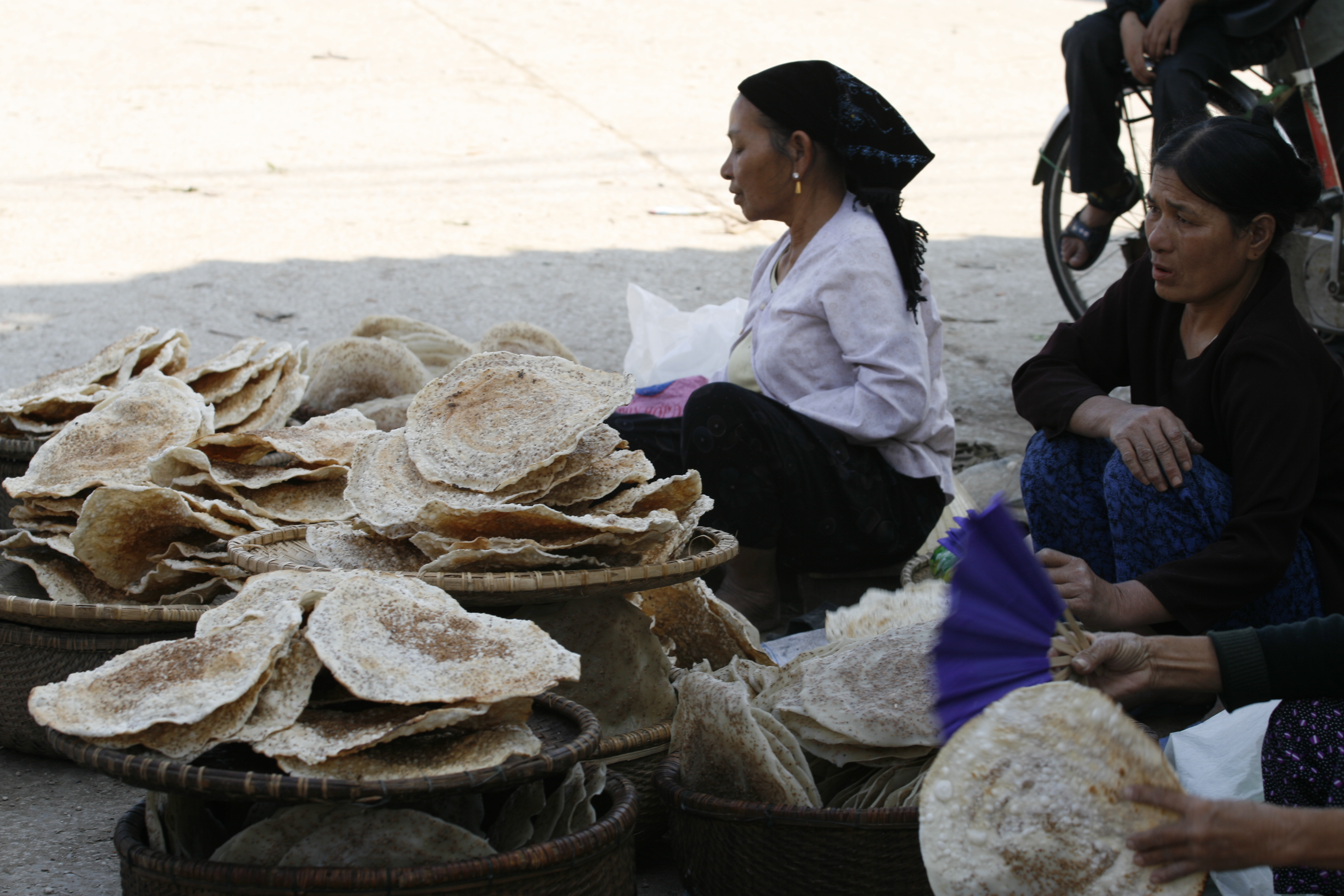
Bánh đa biển, đặc sản Hậu Lộc
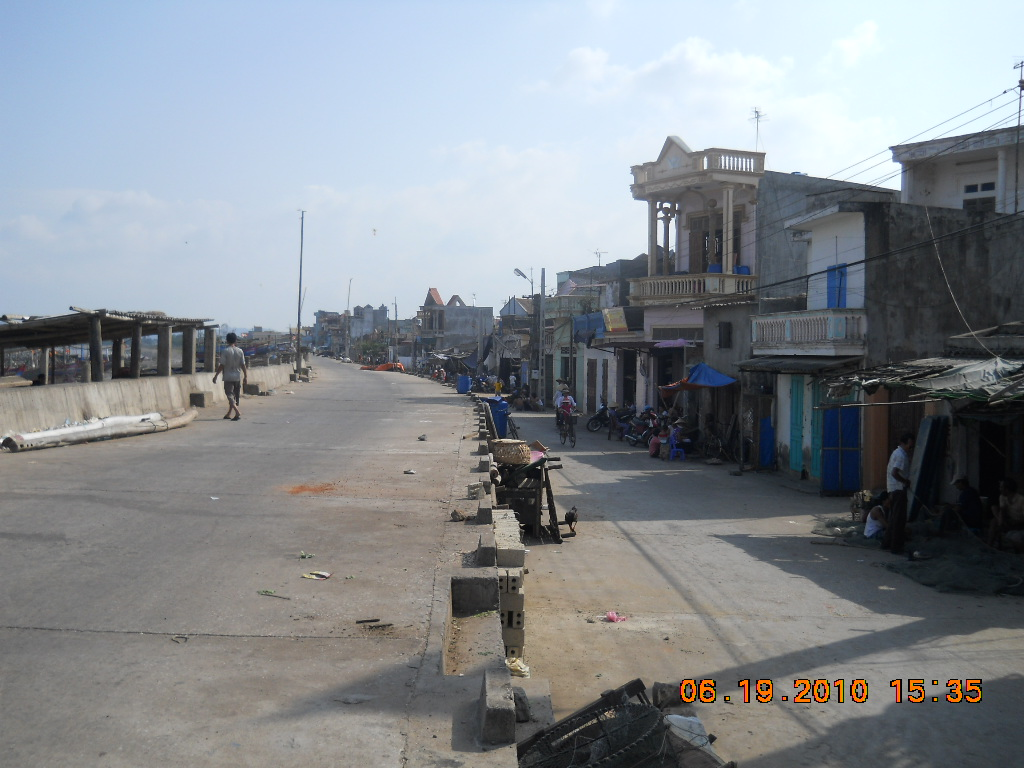
Con phố dọc theo đê biển của Ngư Lộc
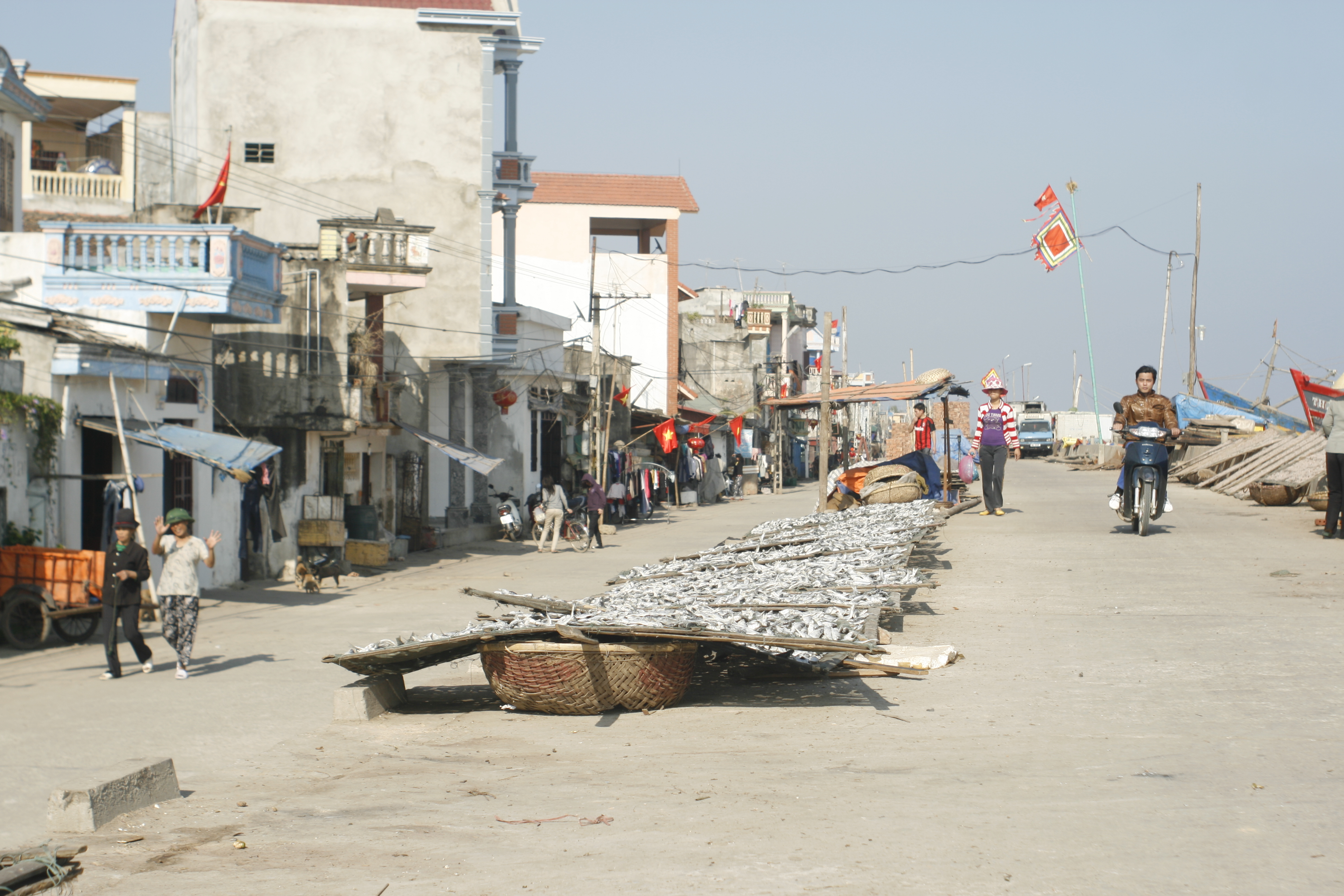
Hơi thở làng nghề ngư nghiệp
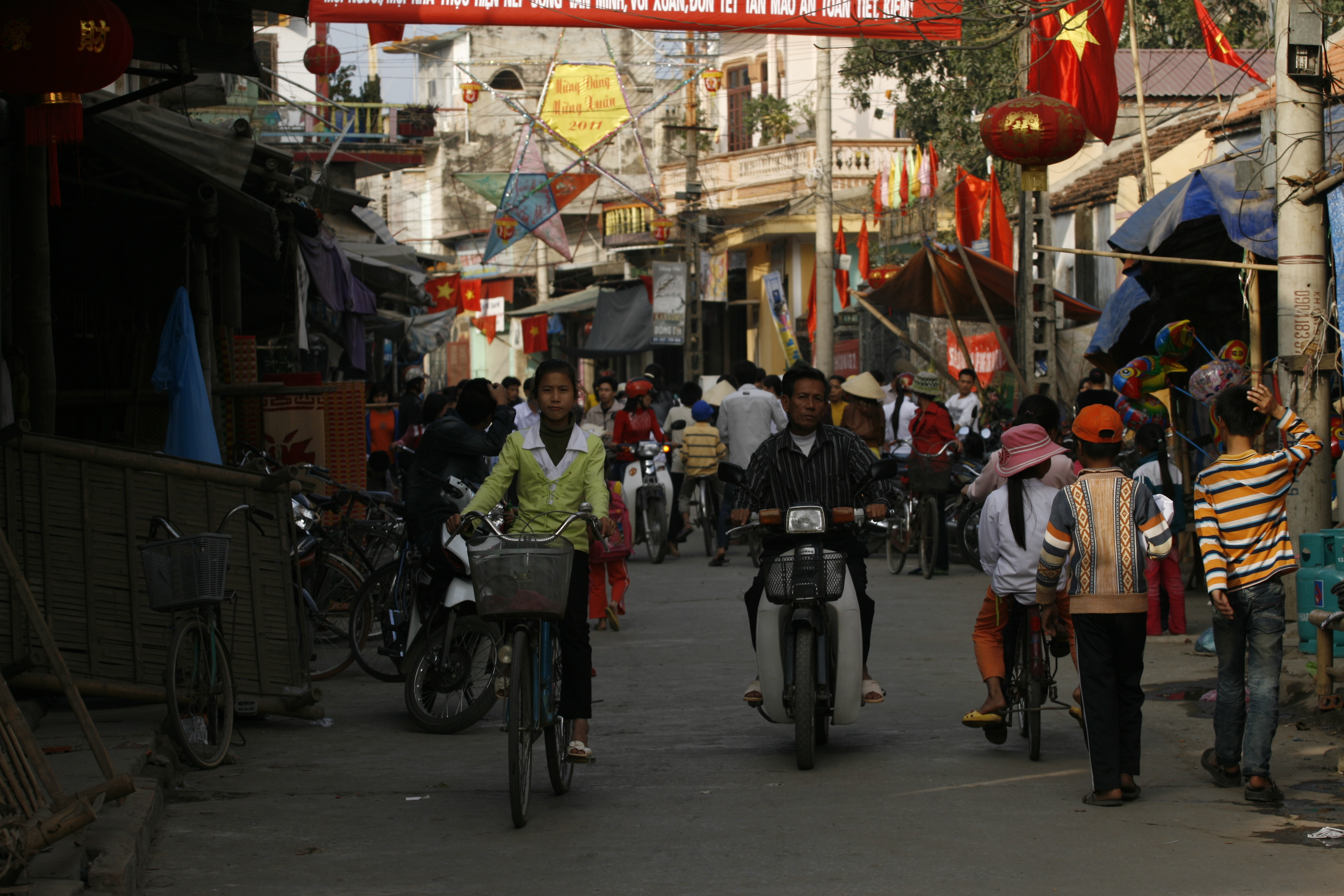
Đường làng ở Ngư Lộc những ngày tết cổ truyền
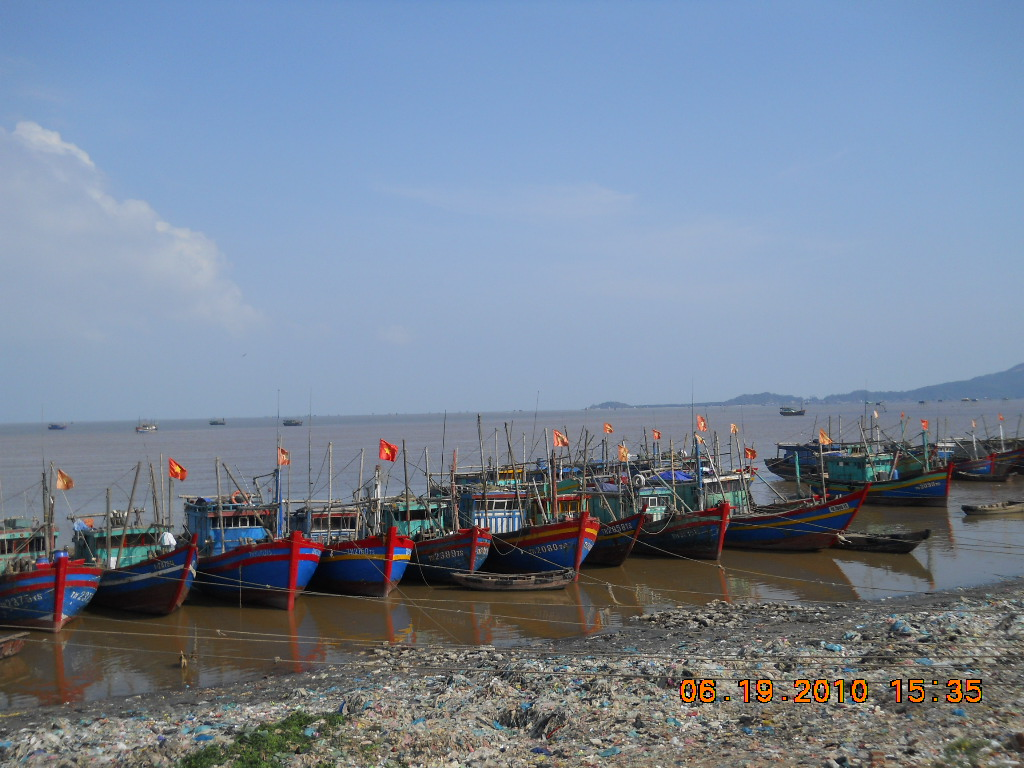
Cảnh tàu thuyền đánh cá neo đậu
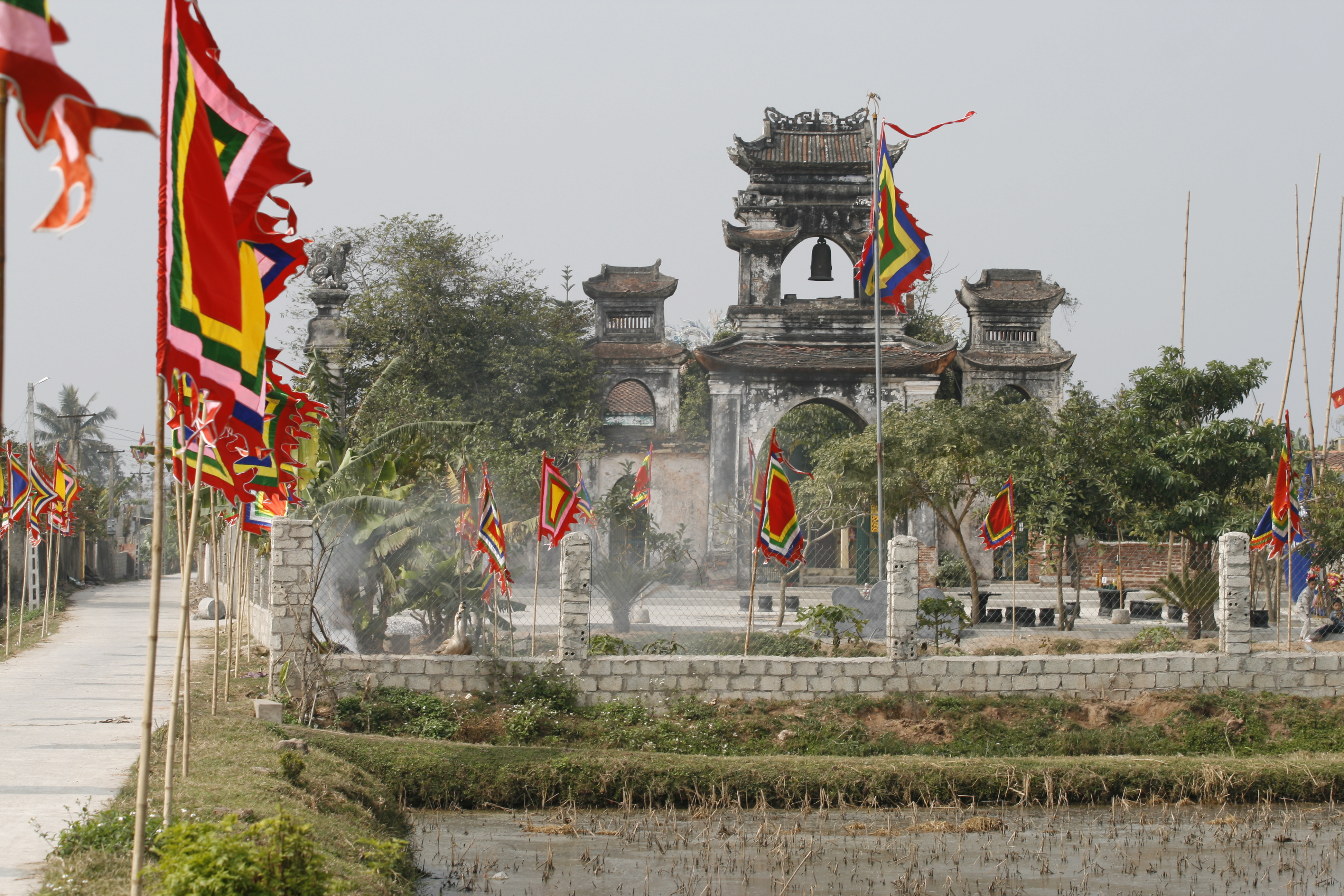
Đền thờ trên địa bàn xã Đa Lộc
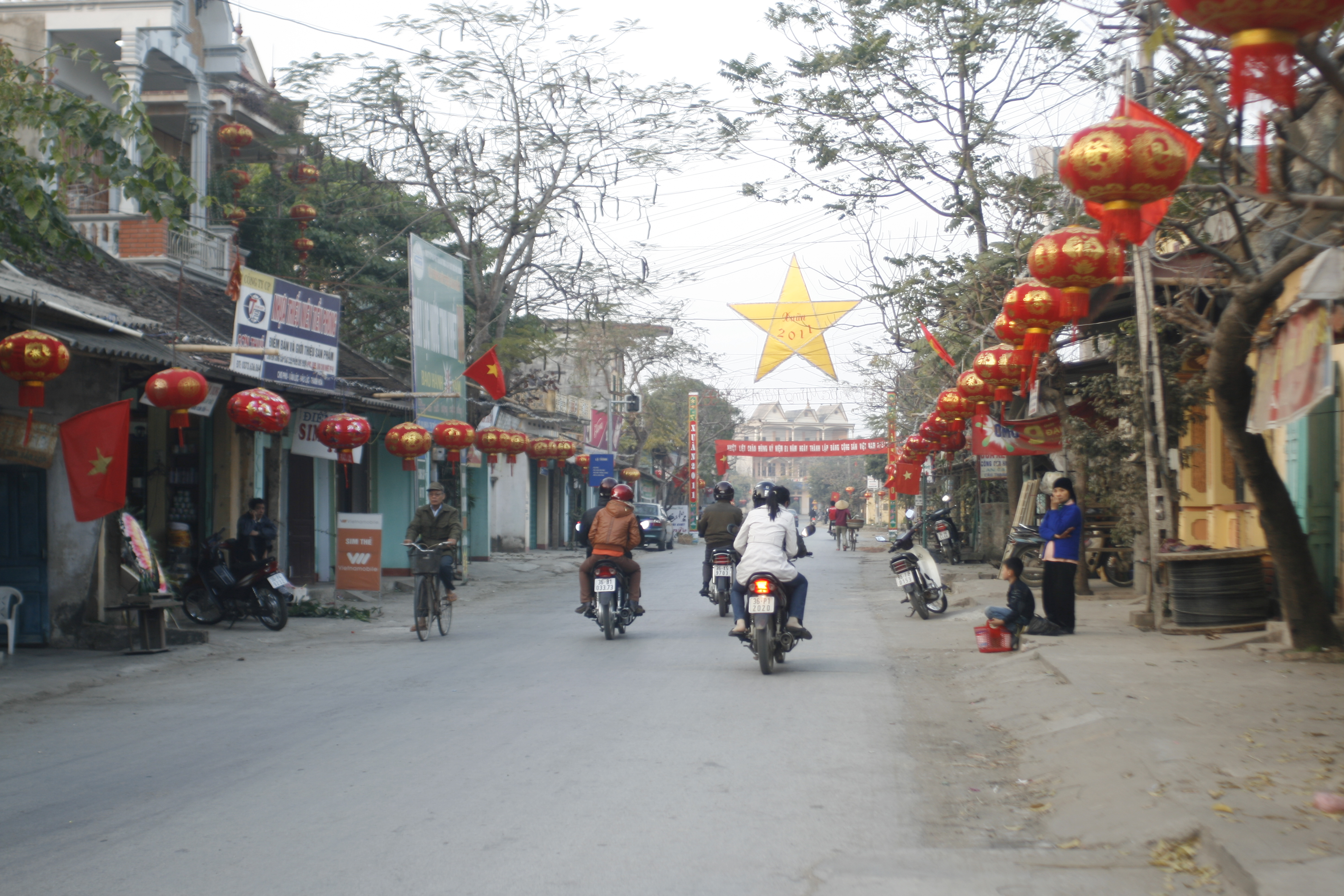
Phố Phủ, xã Văn Lộc
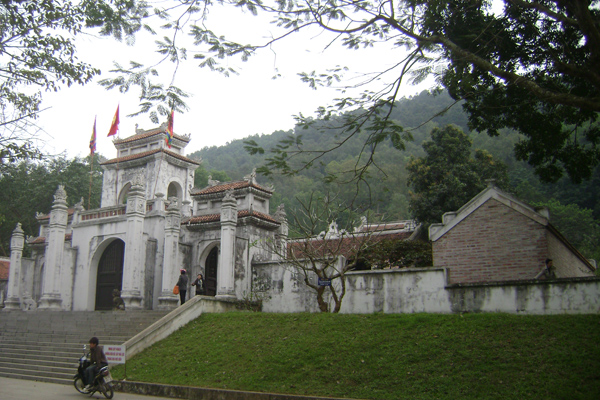
Tam quan Đền Bà Triệu ở Hậu Lộc, Thanh Hóa
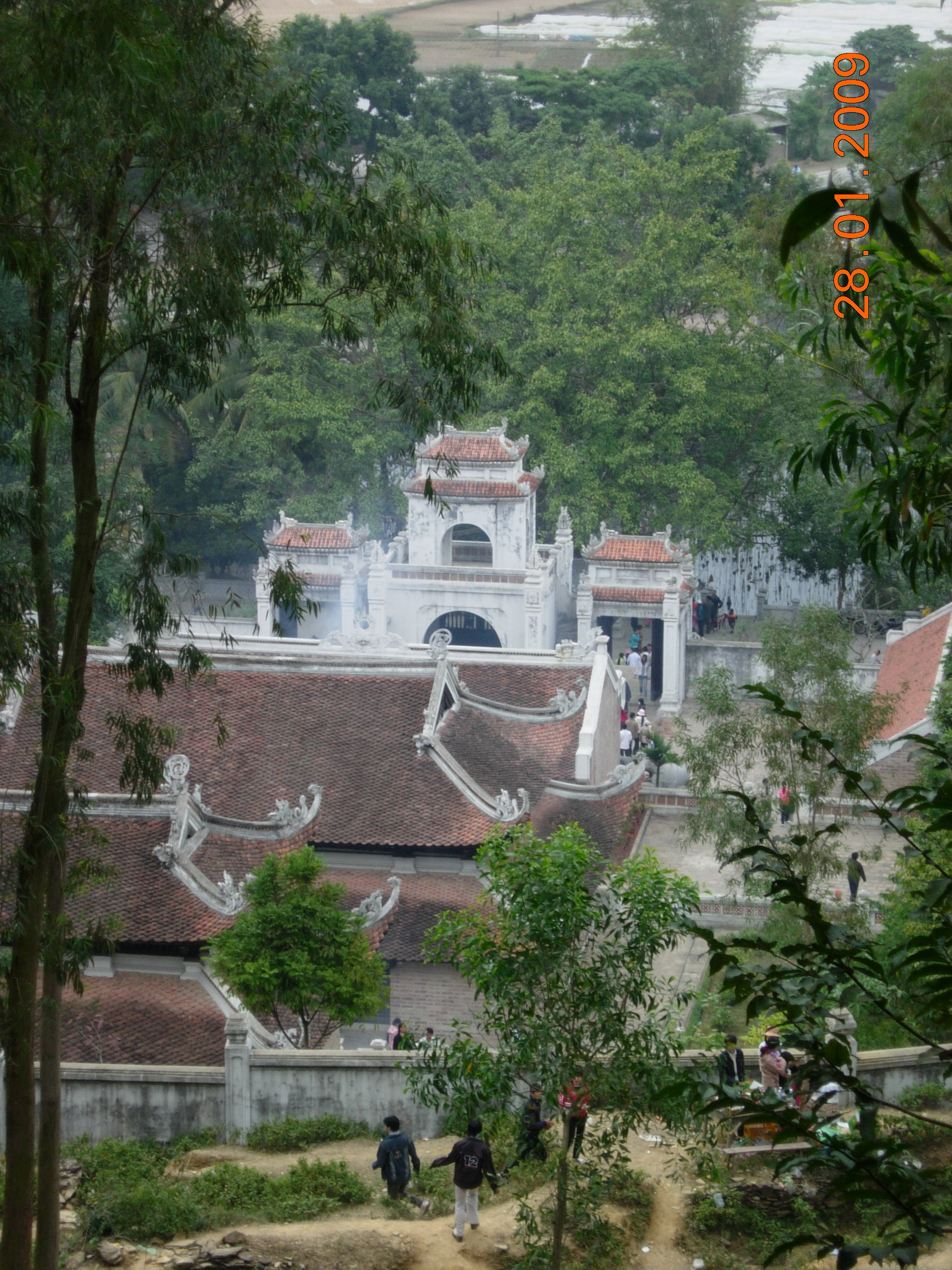
Khuôn viên Đền Bà Triệu nhìn từ trên cao phía sau